# (5915) Yoshihiro
(5915) Yoshihiro es un asteroide perteneciente al cinturón de asteroides, región del sistema solar que se encuentra entre las órbitas de Marte y Júpiter, descubierto el 9 de marzo de 1991 por Tsutomu Seki desde el Observatorio de Geisei, Geisei, Japón.

## Designación y nombre
Designado provisionalmente como 1991 EU. Fue nombrado Yoshihiro en homenaje a Yoshihiro Yamada, erudito astronómico y gran divulgador de la astronomía en Japón.

## Características orbitales
Yoshihiro está situado a una distancia media del Sol de 2,252 ua, pudiendo alejarse hasta 2,475 ua y acercarse hasta 2,029 ua. Su excentricidad es 0,098 y la inclinación orbital 4,798 grados. Emplea 1234,90 días en completar una órbita alrededor del Sol.

## Características físicas
La magnitud absoluta de Yoshihiro es 13,8. Tiene 3,784 km de diámetro y su albedo se estima en 0,382. 